# Betriebliches Informationssystem
Ein betriebliches Informationssystem (engl. Enterprise Information System (kurz: EIS)) ist ein Informationssystem, dessen vorrangige Rolle es ist, den betrieblichen Funktionen Daten effizient zur Verfügung zu stellen.
Es gibt unterschiedliche Ansätze, ein betriebliches Informationssystem zu schaffen:

## Funktionsorientierte Vorgehensweise

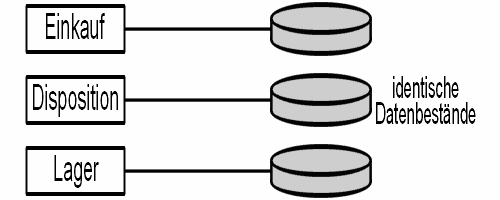
Funktionsorientierte Vorgehensweise

Bei der funktionsorientierten Realisierung eines betrieblichen Informationssystems werden zunächst die betrieblichen Funktionen (z. B. Einkauf) betrachtet. Zu jeder Funktion werden nun Datenstrukturen bestimmt, die sich in getrennten Datenbeständen widerspiegeln.
Da die Daten für alle unterschiedlichen Funktionen gesondert gespeichert werden müssen, ist die Konsequenz einer solchen Realisierung Redundanz. Dies führt zudem zu Schwierigkeiten bei der Integritätssicherung. Die funktionsübergreifende Auswertung der Daten wird erschwert. Aufwändige Aktualisierungen müssen den Abgleich der Daten sicherstellen.

## Datenorientierte Vorgehensweise

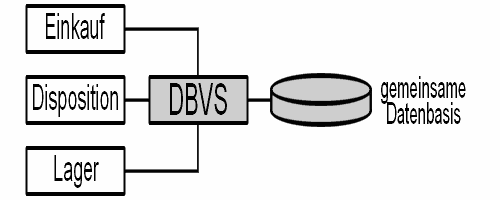
Datenorientierte Vorgehensweise

Bei der datenorientierten Realisierung eines betrieblichen Informationssystems hingegen werden zunächst funktionsunabhängig die Daten betrachtet, die für die untersuchten betrieblichen Funktionen relevant sind. Es wird somit ein globales konzeptionelles Datenmodell angestrebt, das sich in einer gemeinsamen Datenbasis widerspiegelt.
Auf diese Weise wird eine Redundanz vermieden, die Integritätssicherung erleichtert, und die Systemstabilität erhöht.
Die Verwaltung der Datenbasis übernimmt ein Datenbankmanagementsystem (DBMS).

## Geschäftsprozessorientierte Vorgehensweise
Heutzutage wird vor der Einführung eines betrieblichen Informationssystems, welches das ganze Unternehmen umfasst (ERP), das sogenannte Business Process Reingeneering durchgeführt. Ziel ist es, ein Unternehmensmodell zu erstellen, welches alle Geschäftsprozesse eines Unternehmens erfasst.
Da bei modernen Logistikformen (JIT, Kanban) immer stärker die Zulieferer und Kunden mit eingebunden werden, werden die Prozesse von verschiedenen Personen an verschiedenen Orten zu verschiedenen Zeiten bearbeitet.
Deshalb ist es erforderlich, die Informationssysteme nach den Geschäftsprozessen auszurichten.

## Bestandteile
Bei betrieblichen Informationssystemen lassen sich mehrere Unterkategorien unterscheiden. Häufig wird die folgende Aufteilung gewählt.
- Administrations- und Dispositionssysteme (Systeme der operativen Anwendung)
- Führungssysteme (Systeme zur Entscheidungs- und Planungsunterstützung)
- Querschnittssysteme (bereichsübergreifende Hilfssysteme, z. B. zur Kommunikation, Office-Programme)